# Chung kết UEFA Champions League 2009
Trận chung kết UEFA Champions League năm 2009 là trận chung kết thứ mười bảy của UEFA Champions League và thứ năm mươi tư của Cúp C1 châu Âu. Trận đấu được tổ chức vào ngày 27 tháng 5, năm 2009 tại Sân vận động Olimpico, thủ đô Roma, Ý – là sân nhà của hai câu lạc bộ AS Roma và Lazio. Đây là lần thứ tư trận chung kết Cúp C1 châu Âu được tổ chức tại thủ đô Italia, sau các năm 1977, 1984 và 1996.
Trận đấu là cuộc đối đầu giữa hai câu lạc bộ Barcelona và đội đương kim vô địch Manchester United. Đội đương kim vô địch cuối cùng lọt vào tới trận chung kết của giải năm sau là câu lạc bộ Juventus tại giải năm 1997. Còn lần gần đây nhất một đội bảo vệ thành công ngôi vô địch Cúp C1 châu Âu của mình là đội AC Milan vào năm 1990. Đây cũng là năm thứ năm liên tiếp có ít nhất một đội bóng của Anh có mặt tại trận chung kết UEFA Champions League.
Tóm tắt diễn biến trận đấu, Tiền đạo của Barcelona là Samuel Eto'o đã mở tỉ số trận đấu từ rất sớm ngay từ phút thứ 10. Khi trận đấu chỉ còn 20 phút nữa là kết thúc Lionel Messi đã ghi bàn ấn định chiến thắng 2–0 cho Barcelona, giúp đội bóng xứ Catalonia lần đầu tiên giành được cú ăn ba với các chức vô địch La Liga, Copa del Rey and Champions League. Đây là lần thứ ba Barcelona vô địch giải đấu này, 17 năm sau chiến thắng đầu tiên giành được vào năm 1992.

## Một số thông tin bên lề
Manchester United và Barcelona đã gặp nhau tổng cộng 9 lần tại đấu trường châu Âu: 3 lần trong khuôn khổ Cúp C2 châu Âu và 6 lần tại UEFA Champions League. Trong 9 lần đối đầu, Manchester United đã ba lần giành chiến thắng trước Barcelona và hai lần chịu thất bại, còn lại là bốn trận đấu kết thúc với tỉ số hòa giữa hai đội. Lần duy nhất hai đội gặp nhau tại một trận chung kết là vào năm 1991, tại trận đấu tranh ngôi quán quân cúp C2 châu Âu. Lần đầu hai đội gặp nhau là tại vòng 3 Cúp C2 châu Âu mùa giải 1983–84; Barcelona thắng trận lượt đi tại sân Camp Nou với tỉ số 2–0, nhưng Manchester United thắng trận lượt về với tỉ số 3–0 tại Old Trafford và giành quyền lọt vào vòng bán kết. Đây cũng là chiến thắng đậm nhất của Manchester United trước Barcelona; Còn chiến thắng cách biệt nhất của đội bóng blaugrana trước những con quỷ đỏ là chiến thắng 4–0 trên sân nhà tại vòng bảng UEFA Champions League 1994–95. Lần gần đây nhất hai đội gặp nhau là tại bán kết UEFA Champions League 2007–08, khi Manchester United thủ hòa Barcelona 0–0 tại Camp Nou trước khi giành chiến thắng với tỉ số tối thiểu 1–0 ở trận lượt về trên sân Old Trafford.
Cả hai đội bước vào trận đấu này với tư cách là đội đương kim vô địch quốc gia – đây là lần đầu tiên kể từ năm 1999 diễn ra tình huống này tại trận chung kết UEFA Champions League, khi Manchester United đánh bại Bayern Munich với tỉ số 2–1 tại sân Camp Nou, khi đó cả hai đội đều đã giành ngôi vô địch quốc gia trước khi bước vào trânh chung kết Cúp C1 châu Âu. Manchester United lần thứ 11 giành ngôi vô địch Premier League sau trận hòa 0–0 với Arsenal vào ngày 16 tháng 5, còn Barcelona chắc chắn đoạt ngôi quán quân La Liga sau thất bại của Real Madrid trước Villarreal vào cùng ngày hôm đó. Nếu giành ngôi vô địch, Barcelona sẽ trở thành câu lạc bộ Tây Ban Nha đầu tiên giành cú ăn ba với các chức vô địch La Liga, Copa del Rey và UEFA Champions League trong cùng một mùa bóng.
Sân vận động Olimpico của thủ đô Roma được nhà độc tài Benito Mussolini cho xây dựng từ giữa thập niên 1930 để trở thành trung tâm của hạ tầng cơ sở thể thao của thủ đô Italia, đầu tiên sân được mang tên Foro Mussolini. Sau Thế chiến thứ hai, sân được đổi tên thành Foro Italico và được cải tạo khá nhiều với sức chứa vào khoảng 54. 000 chỗ để đăng cai tổ chức Thế vận hội Mùa hè 1960. Sau khi tổ chức Giải vô địch điền kinh Thế giới 1987, sân lại được tái thiết một lần nữa để tổ chức World Cup 1990. Lần gần đây nhất sân được nâng cấp là vào năm 2008, nâng sức chứa của Stadio Olimpico lên tổng cộng 72.689 chỗ.

## Đường đến Rome
| Team             | Pld | W | D | L | GF | GA | GD  | Pts |
| ---------------- | --- | - | - | - | -- | -- | --- | --- |
| Barcelona        | 6   | 4 | 1 | 1 | 18 | 8  | +10 | 13  |
| Sporting CP      | 6   | 4 | 0 | 2 | 8  | 8  | 0   | 12  |
| Shakhtar Donetsk | 6   | 3 | 0 | 3 | 11 | 7  | +4  | 9   |
| Basel            | 6   | 0 | 1 | 5 | 2  | 16 | −14 | 1   |

| Team              | Pld | W | D | L | GF | GA | GD | Pts |
| ----------------- | --- | - | - | - | -- | -- | -- | --- |
| Manchester United | 6   | 2 | 4 | 0 | 9  | 3  | +6 | 10  |
| Villarreal        | 6   | 2 | 3 | 1 | 9  | 7  | +2 | 9   |
| Aalborg BK        | 6   | 1 | 3 | 2 | 9  | 14 | −5 | 6   |
| Celtic            | 6   | 1 | 2 | 3 | 4  | 7  | −3 | 5   |

## Trận đấu

### Chi tiết trận đấu
| Barcelona             | 2–0      | Manchester United |
| --------------------- | -------- | ----------------- |
| Eto'o 10' · Messi 70' | Chi tiết |                   |

| Barcelona | Manchester United |

| BARCELONA:              |    |                   |     |       |
|                         |    |                   |     |       |
| GK                      | 1  | Víctor Valdés     |     |       |
| RB                      | 5  | Carles Puyol (c)  |     |       |
| CB                      | 24 | Yaya Touré        |     |       |
| CB                      | 3  | Gerard Piqué      | 16' |       |
| LB                      | 16 | Sylvinho          |     |       |
| DM                      | 28 | Sergio Busquets   |     |       |
| CM                      | 6  | Xavi              |     |       |
| CM                      | 8  | Andrés Iniesta    |     | 90+2' |
| RW                      | 10 | Lionel Messi      |     |       |
| LW                      | 14 | Thierry Henry     |     | 72'   |
| CF                      | 9  | Samuel Eto'o      |     |       |
| Cầu thủ dự bị:          |    |                   |     |       |
| GK                      | 13 | José Manuel Pinto |     |       |
| DF                      | 2  | Martín Cáceres    |     |       |
| DF                      | 46 | Marc Muniesa      |     |       |
| MF                      | 15 | Seydou Keita      |     | 72'   |
| FW                      | 7  | Eiður Guðjohnsen  |     |       |
| FW                      | 11 | Bojan Krkić       |     |       |
| FW                      | 27 | Pedro Rodríguez   |     | 90+2' |
| Huấn luyện viên trưởng: |    |                   |     |       |
| Pep Guardiola           |    |                   |     |       |

| MANCHESTER UNITED:      |    |                   |       |     |
|                         |    |                   |       |     |
| GK                      | 1  | Edwin van der Sar |       |     |
| RB                      | 22 | John O'Shea       |       |     |
| CB                      | 5  | Rio Ferdinand     |       |     |
| CB                      | 15 | Nemanja Vidić     | 90+3' |     |
| LB                      | 3  | Patrice Evra      |       |     |
| CM                      | 8  | Anderson          |       | 46' |
| DM                      | 16 | Michael Carrick   |       |     |
| CM                      | 11 | Ryan Giggs (c)    |       | 75' |
| RW                      | 13 | Park Ji-Sung      |       | 66' |
| LW                      | 10 | Wayne Rooney      |       |     |
| CF                      | 7  | Cristiano Ronaldo | 78'   |     |
| Cầu thủ dự bị:          |    |                   |       |     |
| GK                      | 29 | Tomasz Kuszczak   |       |     |
| DF                      | 21 | Rafael            |       |     |
| DF                      | 23 | Jonny Evans       |       |     |
| MF                      | 17 | Nani              |       |     |
| MF                      | 18 | Paul Scholes      | 81'   | 75' |
| FW                      | 9  | Dimitar Berbatov  |       | 66' |
| FW                      | 32 | Carlos Tévez      |       | 46' |
| Huấn luyện viên trưởng: |    |                   |       |     |
| Sir Alex Ferguson       |    |                   |       |     |

| Cầu thủ xuất sắc nhất do UEFA bầu chọn: Xavi Cầu thủ xuất sắc nhất do các Fan bầu chọn: Lionel Messi Trợ lý trọng tài: Matthias Arnet Francesco Buragina Trọng tài bàn: Claudio Circhetta |

### Thống kê

#### Hiệp 1
|                | Barcelona | Manchester United |
| -------------- | --------- | ----------------- |
| Bàn thắng      | 1         | 0                 |
| Sút bóng       | 4         | 8                 |
| Sút cầu môn    | 1         | 1                 |
| Kiểm soát bóng | 54%       | 46%               |
| Phạt góc       | 3         | 2                 |
| Lỗi            | 3         | 3                 |
| Việt vị        | 0         | 2                 |
| Thẻ vàng       | 1         | 0                 |
| Thẻ đỏ         | 0         | 0                 |

#### Hiệp hai
|                | Barcelona | Manchester United |
| -------------- | --------- | ----------------- |
| Bàn thắng      | 1         | 0                 |
| Sút bóng       | 7         | 4                 |
| Sút cầu môn    | 7         | 1                 |
| Kiểm soát bóng | 48%       | 52%               |
| Phạt góc       | 1         | 5                 |
| Lỗi            | 4         | 7                 |
| Việt vị        | 2         | 3                 |
| Thẻ vàng       | 0         | 3                 |
| Thẻ đỏ         | 0         | 0                 |

#### Toàn trận
|                | Barcelona | Manchester United |
| -------------- | --------- | ----------------- |
| Bàn thắng      | 2         | 0                 |
| Sút bóng       | 11        | 12                |
| Sút cầu môn    | 8         | 2                 |
| Kiểm soát bóng | 51%       | 49%               |
| Phạt góc       | 4         | 7                 |
| Lỗi            | 7         | 10                |
| Việt vị        | 2         | 5                 |
| Thẻ vàng       | 1         | 3                 |
| Thẻ đỏ         | 0         | 0                 |

- Báo cáo chi tiết của UEFA
- Thống kê chi tiết của UEFA